# パスカル・ブリュックネール
パスカル・ブリュックネール（Pascal Bruckner、1948年12月15日 - ）は、フランスの小説家、随筆家。哲学と文学を修め、パリ政治学院で教鞭を執った。ロマン・ポランスキー監督の映画『赤い航路』の原作者として知られ、日本語訳された著書に『無垢の誘惑』（メディシス賞随筆部門受賞）、『お金の叡智』がある。

## 経歴

### 背景
パスカル・ブリュックネールは1948年12月15日、パスカル・エティエンヌ・ブリュックネール（Pascal Étienne Bruckner）としてパリのプロテスタントの家庭に生まれた。幼い頃から結核を患い、オーストリアおよびスイスのサナトリウムで過ごした。
父ルネ・ブリュックネールはパリ国立高等鉱業学校の技師だったが、2014年に発表した自伝小説『立派な息子 (Un bon fils)』でパスカル・ブリュックネールは、父は「妻を侮辱し、暴力をふるう男」で、しかも、「人種主義者、反ユダヤ主義者」であり、1942年から1945年までナチス・ドイツ占領下における強制労働奉仕 (STO) に志願してベルリンおよびウィーンの工場で働いていたと、初めて家族について語り、父を反面教師として育った「私は、彼の敗北である」としている。母モニック・ブリュックネールはペトロポリス（ブラジル）の高校教員だった（母は1999年、父は2012年に死去）。

### 学歴
リヨンのイエズス会系の学校、パリのアンリ4世高等学校で学んだ後、パリ第1大学（パンテオン・ソルボンヌ大学）、パリ第7大学、さらに高等研究実習院と進み、哲学と文学を修めた。1975年、ロラン・バルトの指導のもとにパリ第7大学に提出した博士論文は空想的社会主義者シャルル・フーリエの思想における性の解放に関するものである。

### 教員・作家活動
ニューヨーク大学などの米国の大学で教鞭を執った後、1990年にパリ政治学院の教授に就任した。グラセ社から多くの著書を発表する傍ら、『ヌーヴェル・オプセルヴァトゥール』紙、『ル・モンド』紙などにも寄稿している。

### 政治社会・国際問題に関する活動
ブリュックネールは最近になって父ルネが反ユダヤ主義者であったことを自著で明らかにしたが、これまでたびたびイスラエル支持を表明していたため、「ユダヤ系知識人」とみなされていた。「滑稽な歴史の皮肉だ」と彼は言う。
ブリュックネールは政治的には左派であり、学生時代にソルボンヌ大学の学生として1968年五月革命で活動し、当時の多くの若者と同様にマオイストであったが、1970年代にはアンドレ・グリュックスマン、アラン・フィンケルクロートらとともに「新哲学派」の一人とされた。
1983年から1988年まで、物理学者のアルフレッド・カストレル、哲学者・小説家のベルナール＝アンリ・レヴィ、作家のマレク・アルテール、経済学者・思想家のジャック・アタリ、ジャーナリストのフランソワーズ・ジルー、民俗学者・地政学者のジャン＝クリストフ・ヴィクトルが1979年に設立したNGO「飢餓救援活動 (Action contre la faim)」運営委員会の委員であった。
1992年から1999年にかけて、ユーゴスラビア紛争、クロアチア紛争、ボスニア・ヘルツェゴビナ紛争、そしてコソボ紛争におけるセルビア人勢力による攻撃に対する抗議活動を行い、1994年欧州議会議員選挙では、各政党はユーゴスラビア紛争を考慮しなければならないと主張する党派「欧州はサラエヴォに始まる (L'Europe commence à Sarajevo)」からベルナール＝アンリ・レヴィ、アンドレ・グリュックスマン、ロマン・グーピル、アラン・トゥレーヌらとともに立候補した。当時、サラエヴォ包囲 (1992-1996) のさなかにあってメディアで大々的に取り上げられ、マレク・アルテール、スーザン・ソンタグ、ポール・オースター、ナディン・ゴーディマーらの作家を中心とした支援委員会が結成された。同様に、1999年のコソボ紛争では、アラン・フィンケルクロート、ベルナール＝アンリ・レヴィらとともにNATO（北大西洋条約機構）による軍事介入を支持した。
2003年、ブリュックネールは、マレク・アルテール、ベルナール＝アンリ・レヴィ、フェミニスト活動家のファデラ・アマラ、作家のニコル・アヴリル、政治家のデルフィーヌ・バト、国際関係戦略研究所所長パスカル・ボニファスらとともに中東和平に関する「ジュネーヴ合意」の支援の呼びかけに署名した。
2003年3月、サッダーム・フセイン大統領の弾劾を支持するブリュックネールは、アンドレ・グリュックスマン、ロマン・グーピルらとともにジョージ・W・ブッシュ政権によるイラク戦争を支持する記事を『ル・モンド』紙に掲載したが、この3年後に彼らが創刊した『世界の最良のもの (Le Meilleur des mondes)』誌の2008年5月号でブッシュ支援の過ちを認め、「ジョージ・W・ブッシュはフランクリン・ルーズベルトではない」、アメリカ同時多発テロ事件の衝撃で世界情勢が見えなくなり、自国とイラク人を破滅に陥れたと、一転して批判に回った。
左派だったブリュックネールが2007年フランス大統領選挙では右派のニコラ・サルコジを支持したが、2011年には「サルコジの言説は、（極左から極右「国民戦線」まで）誰もが餌にありつける巨大な秣桶（まぐさおけ）のようなものだ。（社会主義者）ジャン・ジョレスの言葉を極左や極右の言葉のように引用する」と、失望をあらわにしている。
ブリュックネールは「イスラモフォビア」という概念を否定している。特に、2010年に『リベラシオン』紙に「イスラモフォビアというでっち上げ」と題する記事を掲載し、「イスラモフォビアという言葉は、ゼノフォビアをまねた言葉であり、目的はイスラム教をアンタッチャブルなものとすることであり、これに触れると人種主義だと非難される。このような言葉を作るのは、全体主義のプロパガンダのようなもので、ある宗教と信仰体系、そしてこれに属するあらゆる出自の信者を混同させることになる」と批判した。彼はまた、イスラモフォビアという言葉は「アメリカのフェミニストに対抗するために、1970年代後半にイランの原理主義者によって造られた」と主張していたが、社会学者のマルワン・モハメッドとAbdellali Hajjatによって虚偽と認定され、AFPによっても虚偽であることが確認された。
2013年11月、『コズール』紙に掲載された「売春客罰金制」の法案に反対する「下劣な男343人のマニフェスト」に署名した（このマニフェストは中絶の合法化を求める1971年の請願書「343人のマニフェスト（通称「あばずれ女343人のマニフェスト」）をもじったものである。ナジャット・ヴァロー=ベルカセム女性権利大臣が起草した「売春客罰金制」法案は12月4日に国民議会で可決された。客は罰金1,500ユーロ（再違反者は3,750ユーロ）、売春婦が未成年者または障害者の場合は、懲役3年および罰金45,000ユーロを科される）。
2015年、ブリュックネールがアルテの番組「28分」で、同年1月7日に発生したシャルリー・エブド襲撃事件について、ラッパーのネクフらのほか、ジャーナリストのロカヤ・ディアロらが設立した反人種主義団体「不可分なもの (Les Indivisibles)」、ウーリア・ブテルジャを中心とする「共和国原住民 (Les Indigènes de la République)」などの著作物や活動が「『シャルリー・エブド』のジャーナリストの（イスラム過激派による）殺害をイデオロギー的に正当化した」と表現したことで、両団体がこれを名誉毀損として訴訟を提起した。2017年1月17日、判決が言い渡され、両団体の訴えは却下された。
2017年10月、フランス5の政治番組「Cポリティック」に出演し、包括的書法の問題（フランス語では職業名などもすべて男性形で表現（包括）されている問題）について、包括的書法は「愚行と全体主義の混ぜ合わせ」であり、「LGBTや小児性愛者」が除外されるために「全面的に反対する」と、LGBTと小児性愛者を同等に扱ったことで批判を浴び、すぐに「悪い冗談だ」と撤回したが、メディアは彼が40年近く前の1979年に「小児への愛はその肉体への愛」だとして裁判にかけられた某小児性愛者を支持する請願書に署名したことに言及した。

## 著書

### 随筆
- Fourier (フーリエ), Seuil, 1975 (シャルル・フーリエの作品の紹介)
- Le Nouveau Désordre amoureux (新たな愛の無秩序; アラン・フィンケルクロートとの共著), Seuil, 1977
- Au coin de la rue l'aventure (街角でアヴァンチュール; アラン・フィンケルクロートとの共著), Seuil, 1979
- Le Sanglot de l'homme blanc : Tiers-Monde, culpabilité, haine de soi (白人男性の涙 ― 第三世界、有罪性、自己憎悪), Seuil, 1983
- La Mélancolie démocratique (民主的な憂うつ), Seuil, 1990
- La Tentation de l'innocence, Grasset, 1995; メディシス賞随筆部門受賞
  - 『無垢の誘惑』(叢書・ウニベルシタス 635) 小倉孝誠 、下沢和義共訳、法政大学出版局、1999年
- Le Vertige de Babel. Cosmopolitisme ou mondialisme (バベルのめまい ― コスモポリタニズムまたはグローバリズム), Arléa, 1999
- L'Euphorie perpétuelle : Essais sur le devoir de bonheur (永遠の多幸感 ― 幸福の義務について), Grasset, 2000
- Misère de la prospérité : La religion marchande et ses ennemis (繁栄の悲惨 ― 商業宗教とその敵), Grasset, 2002
- La Tyrannie de la pénitence : Essai sur le masochisme Occidental (悔悛の暴政 ― 西欧のマゾヒズムについて), Grasset, 2006; ボルドー・モンテーニュ賞受賞
- Le Paradoxe amoureux (愛のパラドックス), Grasset, 2009
- Le mariage d’amour a-t-il échoué ? (恋愛結婚は失敗したのか), Grasset, 2010
- Le Fanatisme de l’apocalypse. Sauver la Terre, punir l’Homme (黙示録の狂信 ― 地球を救い、人間を罰する), Grasset & Fasquelle, 2011
- La Sagesse de l'argent, Grasset 2016
  - 『お金の叡智』山形浩生、森本正史共訳、かんき出版、2018年。
- Un racisme imaginaire. La Querelle de l’islamophobie (想像の人種主義 ― イスラモフォビア論争), Grasset & Fasquelle, 2017
- Une brève éternité. Philosophie de la longévité (短い永遠 ― 長寿の哲学), Grasser, 2019

### 小説
- Allez jouer ailleurs (あっちで遊びなさい), Sagittaire, 1976
- Lunes de fiel (苦月), Seuil, 1981; ロマン・ポランスキー監督の映画『赤い航路』の原作 (“Lune de fiel (苦月)” は”lune de miel (蜜月)” をもじったもの)
- Parias (不可触民), Seuil, 1985
- Qui de nous deux inventa l'autre ? (私たちのどちらが他者をでっち上げたのか), Gallimard, 1988
- Le Divin Enfant (神の子), Seuil, 1992
- Les Voleurs de beauté (美の泥棒), Grasset, 1997; ルノードー賞受賞
- Les Ogres anonymes (匿名のオーグル), Grasset, 1998
- L’Amour du prochain (隣人愛), Grasset, 2005
- Mon petit mari (私の可愛い夫), Grasset, 2007
- La Maison des anges (天使の館), Grasset, 2013
- Un bon fils (立派な息子), Grasset, 2014; 自伝小説; ドュメニル賞受賞
- Un An et un jour (一年と一日), Grasset, 2018